# Abrenthia cuprea
Abrenthia cuprea är en fjärilsart som beskrevs av August Busck 1915. Abrenthia cuprea ingår i släktet Abrenthia och familjen gnuggmalar. Inga underarter finns listade i Catalogue of Life.